# 池田寅治郎
池田 寅治郎（いけだ とらじろう、1864年5月8日（元治元年4月3日）- 1925年（大正14年）10月23日）は、明治後期から大正期の実業家、教育者、政治家。衆議院議員。

## 経歴
備中国後月郡井原村猪原（岡山県後月郡井原村、井原町を経て現井原市井原町）で、宮六の二男として生れた。興譲館長・坂田警軒に師事し、同志社英学校を経て、1890年（明治23年）慶應義塾を卒業した。
岡山中学校（現岡山県立岡山朝日高等学校）、慶應義塾で教師を務め、自由新聞記者となる。山陽鉄道を経て、村井兄弟商会に入り上海支店長、工業部長を歴任。1900年（明治33年）渡米してタバコ事情を視察。1901年（明治34年）に帰国し、煙草専売局技師、東京第二煙草製造所長に就任。1907年（明治40年）清国で東亜製粉を設立し常務取締役に就任。1910年（明治43年）に帰国し宝田石油専務取締役となる。1911年（明治44年）井笠鉄道の創立に参画し出資者となる。1913年（大正2年）12月、中央生命保険相互会社を設立して社長に就任した。
1915年（大正4年）3月、第12回衆議院議員総選挙（岡山県郡部、立憲国民党）で当選し、衆議院議員に1期在任した。
また、興譲館（現興譲館高等学校）が経営不振となり、1904年（明治37年）興譲館維持会が組織され、その東京地方委員として私財を提供し、募金活動にも尽力した。